# 巴甫利夫卡 (切爾尼戈夫區)

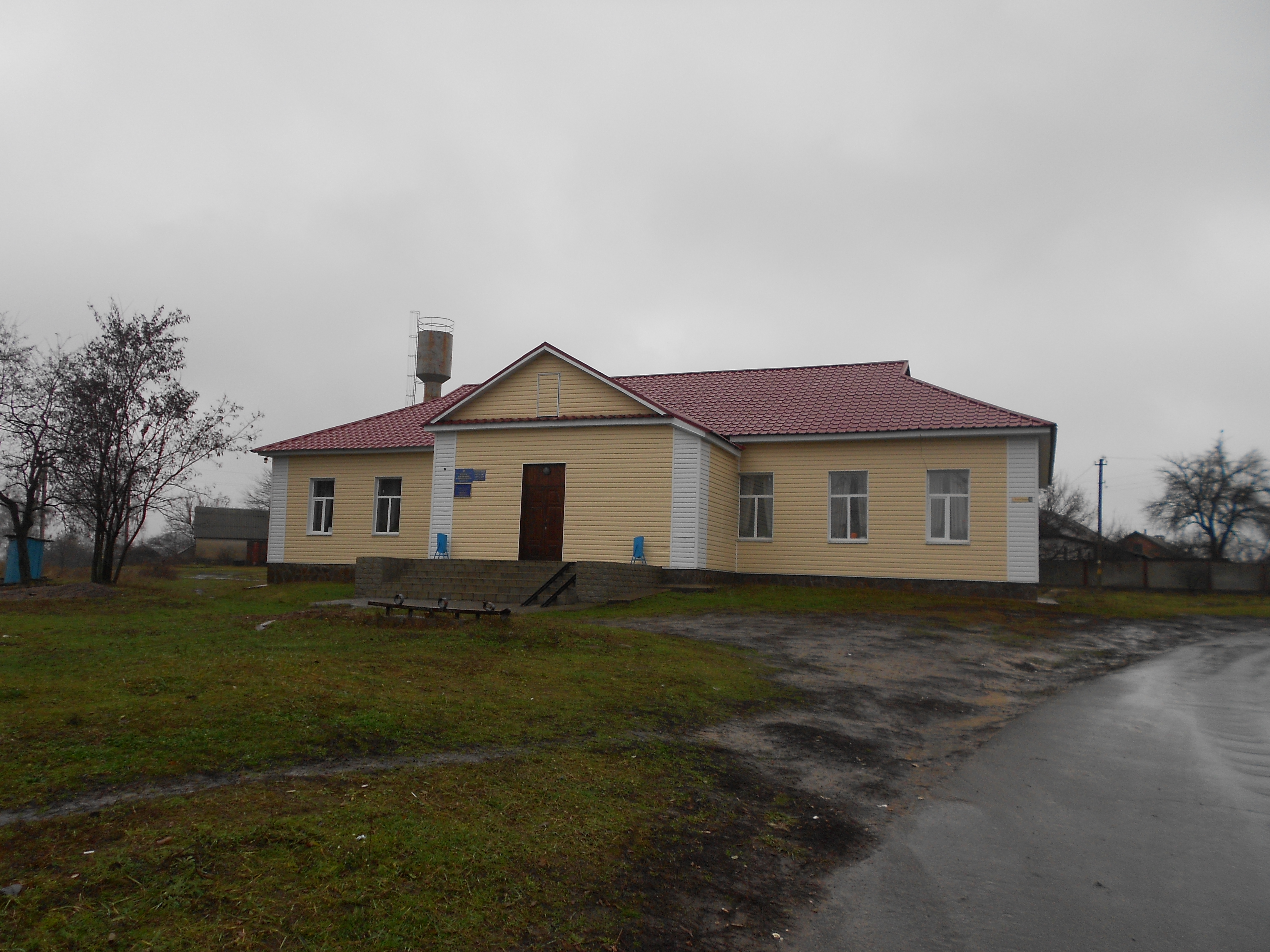
巴甫利夫卡文化中心及图书馆

巴甫利夫卡（烏克蘭語：Павлівка）是烏克蘭北部北部切爾尼希夫州切爾尼希夫區基因卡市镇内的村落。始建於1781年，面積0.9平方公里，海拔高度116米，2025年人口879人，人口密度每平方公里976.7人。